# Ancala latipes
Ancala latipes är en tvåvingeart som först beskrevs av Macquart 1838.  Ancala latipes ingår i släktet Ancala och familjen bromsar. Inga underarter finns listade i Catalogue of Life.